# Hilda Melander
Hilda Melander (* 1. Dezember 1991 in Stockholm) ist eine ehemalige schwedische Tennisspielerin.

## Karriere
Im Hauptfeld eines WTA-Turniers stand Melander erstmals 2011 bei den Collector Swedish Open dank einer Wildcard der Turnierorganisation. Sie verlor in der ersten Runde gegen Barbora Záhlavová-Strýcová mit 2:6 und 3:6.
Seit 2012 spielt sie für die schwedische Fed-Cup-Mannschaft; ihre bisherige Bilanz: zwei Siege und zwei Niederlagen.
Ihr bislang letztes internationale Spiel bestritt Hilda Melander im Juli 2017. Sie wird daher nicht mehr in den Weltranglisten geführt.

## Turniersiege

### Einzel
| Nr. | Datum           | Turnier          | Kategorie   | Belag | Finalgegnerin    | Ergebnis      |
| --- | --------------- | ---------------- | ----------- | ----- | ---------------- | ------------- |
| 1.  | August 2011     | Piešťany         | ITF $10.000 | Sand  | Denisa Allertová | 6:3, 6:3      |
| 2.  | August 2013     | Innsbruck        | ITF $10.000 | Sand  | Tena Lukas       | 6:2, 6:3      |
| 3.  | 24. August 2014 | Wanfercée-Baulet | ITF $15.000 | Sand  | Sofie Oyen       | 3:6, 6:3, 6:2 |

### Doppel
| Nr. | Datum             | Turnier        | Kategorie   | Belag             | Partnerin             | Finalgegnerinnen                  | Ergebnis         |
| --- | ----------------- | -------------- | ----------- | ----------------- | --------------------- | --------------------------------- | ---------------- |
| 1.  | April 2012        | Piešťany       | ITF $10.000 | Sand              | Sofija Kowalez        | Vaszilisza Bulgakova Anne Schäfer | 2:1, Aufgabe     |
| 2.  | 3. November 2012  | Stockholm      | ITF $10.000 | Hartplatz (Halle) | Paulina Milosavljevic | Carolin Daniels Laura Schaeder    | 6:2, 6:1         |
| 3.  | 23. März 2013     | Sunderland     | ITF $15.000 | Hartplatz (Halle) | Sandra Roma           | Amy Bowtell Lucy Brown            | 6:0, 6:3         |
| 4.  | 28. Juli 2013     | Horb am Neckar | ITF $10.000 | Sand              | Tatjana Kotelnikowa   | Carolin Daniels Laura Schaeder    | 6:3, 6:3         |
| 5.  | 16. August 2013   | Innsbruck      | ITF $10.000 | Sand              | Lucy Brown            | Nastja Kolar Polona Reberšak      | 3:6, 6:3, [10:7] |
| 6.  | 20. Dezember 2013 | Mérida         | ITF $25.000 | Hartplatz         | Barbara Bonić         | Ewtimowa Chieh-Yu Hsu             | 6:3, 7:5         |
| 7.  | 11. April 2014    | Gloucester     | ITF $10.000 | Hartplatz (Halle) | Lucy Brown            | Sarah Beth Askew Katy Dunne       | 7:5, 6:3         |
| 8.  | 27. Juli 2014     | Horb am Neckar | ITF $10.000 | Sand              | Barbora Štefková      | Carolin Daniels Laura Schaeder    | 6:4, 6:1         |
| 9.  | 31. Oktober 2015  | Stockholm      | ITF $10.000 | Hartplatz (Halle) | Cornelia Lister       | Xenija Gaidarschi Anette Munozova | 6:4, 6:3         |